# 哈米尔教授镇
哈米尔教授镇是巴西戈亚斯州的一个市镇。总面积347.464平方公里，总人口3830人，人口密度11人/平方公里。